# Форт Белкнап Ејџенси (Монтана)
Форт Белкнап Ејџенси (енгл. Fort Belknap Agency) насељено је место без административног статуса у америчкој савезној држави Монтана.

## Демографија
По попису из 2010. године број становника је 1.293, што је 31 (2,5%) становника више него 2000. године.
| Група             | 2000.     | 2010.     |
| Белци             | 31 (2,5%) | 24 (1,9%) |
| Афроамериканци    | 4 (0,3%)  | 1 (0,1%)  |
| Азијати           | 1 (0,1%)  | 0 (0,0%)  |
| Хиспаноамериканци | 19 (1,5%) | 32 (2,5%) |
| Укупно            | 1.262     | 1.293     |